# مسجد الاحمر (حبيش)

تعديل مصدري - تعديل

مسجد الأحمر محلة تابعة لقرية العلاية، التابعة لعزلة شباع بمديرية حبيش إحدى مديريات محافظة إب في الجمهورية اليمنية، بلغ تعداد سكانها 159 حسب تعداد اليمن لعام 2004.